# Clibanarius chapini
Clibanarius chapini is een tienpotigensoort uit de familie van de Diogenidae. De wetenschappelijke naam van de soort is voor het eerst geldig gepubliceerd in 1926 door Schmitt.